# Tino (goletta)
La Tino è stata una goletta ad elica della Regia Marina. 

## Caratteristiche
Scafo in legno con carena ricoperta di rame, la nave apparteneva ad una classe di cinque unità, costruite tra il 1866 ed il 1869 in seguito ad uno stanziamento straordinario votato nel 1864. Progettate come piccole ed economiche unità per compiti di guardia costiera – necessità sentita soprattutto nel Sud Italia, per contrastare il brigantaggio, la pesca abusiva, la guerriglia filoborbonica, la fuga in Africa dei renitenti alla leva, l'emigrazione clandestina, lo sviluppo della criminalità organizzata ed il contrabbando –, le golette della classe Ischia erano navi di modeste prestazioni, destinate inizialmente alla vigilanza doganale per conto dell'Amministrazione Finanziaria. Mediante tali unità venne costituito un servizio permanente di sorveglianza delle coste da Venezia a Porto Empedocle.
L'apparato propulsivo, prodotto dalla Ditta Ansaldo di Genova Sampierdarena, consisteva in una macchina alternativa a vapore di scarsa potenza (la macchina della Tino, in particolare, sviluppava 164 HP o 121 kW) che, alimentata da due caldaie parallelepipede a ritorno di fiamma (che scaricavano i loro fumi di combustione mediante un alto fumaiolo sistemato subito a proravia dell'albero maestro), azionava una singola elica, permettendo il raggiungimento di una velocità massima di otto nodi. Le unità della classe Ischia avevano inoltre una ridotta velatura, costituita da due alberi (trinchetto e maestra) attrezzati a vele auriche (armamento velico a goletta). Tra il 1884 ed il 1885 la Tino venne sottoposta a lavori di rimodernamento, in seguito ai quali le due caldaie parallelepipede vennero sostituite da una singola caldaia cilindrica a ritorno di fiamma: in tale modo il peso dell'apparato evaporatore calò drasticamente da 17,4 ad 8,5 tonnellate (il peso totale di caldaie ed acqua da esse contenuta venne ridotto da 29,4 a 12,3 tonnellate), permettendo un incremento della potenza ed una riduzione del consumo di carbone da 3,65 kg per HP indicato a 2 kg per HP indicato. La pressione di regime della caldaia, tuttavia, aumentò così a 25 libbre per pollice quadrato (1,785 kg/cm²), obbligando a migliorare il tiraggio del locale macchina mediante l'aggiunta di una seconda manica a vento e ad apportare alcune limitate modifiche alla macchina a vapore, progettata per funzionare a 20 libbre per pollice quadrato (1,406 kg/cm²).
Le golette della classe Ischia disponevano anche di un limitato armamento, la cui entità iniziale non è nota, ma che nel 1887 venne sostituito da due cannoni da 80 mm.

## Storia
Impostata nei cantieri di Castellammare di Stabia nel 1866 e varata nel luglio 1867, la Tino entrò in servizio nel 1868. Nel corso dei primi cinque anni di servizio, fino al 1873, la goletta, al pari delle navi gemelle, operò con equipaggio della Regia Marina per conto dell'Amministrazione delle Finanze, effettuando crociere per vigilanza doganale lungo i litorali della Sicilia, a contrasto del brigantaggio e della piccola pirateria e con ispezioni delle navi in navigazione alla volta di Tunisi, e più generalmente dell'Africa Settentrionale, per accertare che non avessero a bordo disertori o renitenti alla leva.
Nel 1875 la Tino venne assegnata alla flottiglia ausiliaria della Squadra Permanente (nel 1876 facevano parte della Squadra, oltre alla Tino, le gemelle Tremiti, Marettimo e Gorgona, un'altra unità minore, la Calatafimi, l'avviso Authion e le pirofregate corazzate Ancona, Venezia, Castelfidardo, Conte Verde, Palestro e Regina Maria Pia), venendo adibita a compiti di vario tipo. Il 1º gennaio 1881 la goletta risultava in disarmo a Napoli.
Nel 1879 la goletta venne adibita a compiti di vigilanza di sanità marittima presso il lazzaretto di Nisida, alternandosi con la gemella Tremiti, e tra aprile e giugno dello stesso anno fu impiegata nella sorveglianza sulla pesca del corallo, in Sicilia. In seguito la nave fu posta alle dipendenze del Comando Marittimo della Sardegna, con base a Cagliari, per poi tornare stazionaria a Nisida nell'estate del 1883.
Dopo lavori di modifica dell'apparato motore tra il 1884 ed il 1885, nel secondo semestre del 1886 la Tino venne adibita a compiti di sorveglianza sanitaria alle navi messe in quarantena ad Augusta, mentre nel 1889 fu destinata ad uso locale a La Spezia, dove, nel 1892, fu assegnata alla Scuola Cannonieri.
La nave rimase a La Spezia sino alla radiazione, avvenuta il 30 agosto 1903 in concomitanza con quella alle gemelle Gorgona, Marettimo e Tremiti. Utilizzata ancora come pontone per i lavori dell'Arsenale della Spezia, la goletta venne successivamente demolita.